# إيثكلورفاينول
إيثكلورفاينول (بالإنجليزية: Ethchlorvynol) هو دواء يُستعمل في علاج:
- أرق[7]